# Чудо-женщина: 1984 (саундтрек)
Чудо-женщина: 1984 (саундтрек) (англ. Wonder Woman 1984: Original Motion Picture Soundtrack) — является музыкой к фильму «Чудо-женщина: 1984» Ханса Циммера. WaterTower Music выпустили альбом саундтреков 16 декабря 2020 года.
В рамках DC FanDome 2020 WaterTower выпустила первый трек из партитуры под названием «Themyscira». Другой трек, «Open Road», был выпущен 10 декабря 2020 года в рамках акции «Week of Wonder» в социальных сетях, предшествующей выпуску фильма.
Вариация песни «Beautiful Lie» из «Бэтмена против Супермена», написанная Циммером и Junkie XL, также использовалась в конце фильма, но не присутствует в официальном саундтреке к фильму.

## Происхождение
22 августа 2018 года Ханс Циммер был объявлен композитором «Чудо-женщины: 1984», заменив Руперта Грегсона-Уильямса, написавшего музыку к первому фильму. Циммер ранее писал музыку «Человека из стали» и «Бэтмена против Супермена: На заре справедливости», первого и второго фильмов в расширенной вселенной DC, и последний, в котором также фигурировала Чудо-женщина. К нему присоединились Дэвид Флеминг и Стив Маццаро, которые создали дополнительную музыку.

## Трек лист
Вся музыка написана Хансом Циммером, кроме отмеченных треков.
| №                   | Название                      | Длительность |
| ------------------- | ----------------------------- | ------------ |
| 1.                  | «Themyscira»                  | 3:51         |
| 2.                  | «Games»                       | 5:17         |
| 3.                  | «1984»                        | 7:04         |
| 4.                  | «Black Gold»                  | 4:55         |
| 5.                  | «Wish We Had More Time»       | 2:54         |
| 6.                  | «The Stone»                   | 2:13         |
| 7.                  | «Cheetah»                     | 3:13         |
| 8.                  | «Fireworks»                   | 2:38         |
| 9.                  | «Anything You Want»           | 4:45         |
| 10.                 | «Open Road»                   | 5:36         |
| 11.                 | «Without Armor»               | 3:46         |
| 12.                 | «The White House»             | 7:45         |
| 13.                 | «Already Gone»                | 5:04         |
| 14.                 | «Radio Waves»                 | 8:02         |
| 15.                 | «Lord of Desire»              | 2:44         |
| 16.                 | «The Beauty in What Is»       | 3:48         |
| 17.                 | «Truth»                       | 4:45         |
| 18.                 | «Lost and Found» (бонус-трек) | 11:55        |
| Общая длительность: | Общая длительность:           | 90:23        |

## Wonder Woman 1984: Sketches from the Soundtrack
5 февраля 2021 года WaterTower выпустила альбом Wonder Woman 1984: Sketches from the Soundtrack, сборник из одиннадцати сюит и скетчей, написанных Циммером для фильма.
| №                   | Название                             | Длительность |
| ------------------- | ------------------------------------ | ------------ |
| 1.                  | «'84»                                | 2:28         |
| 2.                  | «No Hero Is Born from Lies»          | 4:38         |
| 3.                  | «Apex Predator»                      | 5:08         |
| 4.                  | «The Monkey Paw»                     | 6:49         |
| 5.                  | «Barbara Minerva»                    | 1:32         |
| 6.                  | «Dechalafrea Ero»                    | 11:10        |
| 7.                  | «In Love»                            | 10:48        |
| 8.                  | «Citrine»                            | 3:04         |
| 9.                  | «In Harm’s Way»                      | 5:15         |
| 10.                 | «Life Is Good, But It Can Be Better» | 11:51        |
| 11.                 | «The Amazon»                         | 9:44         |
| Общая длительность: | Общая длительность:                  | 72:27        |